# 清家豊雄
清家 豊雄（せいけ とよお、1924年（大正13年） - 2024年8月12日）は日本の実業家。平和紙業株式会社代表取締役元社長、元会長、相談役。創業者の1人。

## 略歴
大正13年愛知県生まれ。昭和18年10月法政大学高等商学部卒業、同年富士写真フイルムに入社。昭和19年前橋陸軍予備士官学校入校、翌年卒業し、復員後は平和紙業株式会社創業に参画。昭和33年取締役。昭和57年8月より代表取締役社長を歴任。平成8年6月代表取締役会長に就任、後に相談役。他に東京都紙商組合理事。経団連各委員。前橋陸軍予備士官学校相馬原会会長。
2024年8月12日、心筋梗塞により死去。100歳没。